# Hợp nhất Tây Tạng vào Trung Quốc
Cuộc sáp nhập  Tây Tạng của Trung Quốc, còn được gọi theo sử học Trung Quốc là Giải phóng Hòa bình Tây Tạng (tiếng Trung: 西藏和平解放, chữ Tạng: ཞི་བས་བཅིངས་འགྲོལ།) là chỉ việc Chính phủ nước Cộng hòa Nhân dân Trung Hoa thông qua hành động quân sự và đàm phán, đưa Tây Tạng vào phạm vi quản lý của Đảng Cộng sản Trung Quốc vào năm 1951. Trên thực tế đây là cuộc sáp nhập Tây Tạng của Đảng Cộng Sản Trung Quốc. Sau khi hợp nhất Tây Tạng, cấu trúc hội đồng cai trị Kashag và xã hội Tây Tạng được duy trì. Đến khi xảy ra náo loạn năm 1959, Kashag Tây Tạng bị Chính phủ trung ương giải tán, Đạt Lai Lạt Ma thứ 14 từ Tây Tạng lưu vong tại Ấn Độ.
Ngày 1 tháng 10 năm 1949, nước Cộng hòa Nhân dân Trung Hoa thành lập, dần dần tiến quân đến các tỉnh lân cận Tây Tạng như Vân Nam, Tân Cương, Tây Khang. Tháng 11 năm 1949, Kashag Tây Tạng gửi thư cho Hoa Kỳ, Anh Quốc và nước Cộng hòa Nhân dân Trung Hoa, biểu thị họ kiên quyết duy trì tình trạng cai trị độc lập, sẽ không bảo lưu kháng cự nếu như nước Cộng hòa Dân dân Trung Hoa có hành động xâm phạm. Ngày 15 tháng 2 năm 1950, Tây Nam cục, quân khu Tây Nam, Bộ tư lệnh Dã chiến quân số 2 liên hiệp ban hành "lệnh động viên chính trị tiến quân Tây Tạng". Quân Giải phóng Nhân dân Trung Quốc vào ngày 7 tháng 10 bắt đầu tấn công miền tây khu vực Kham, ngày 19 tháng 10 chiếm lĩnh Chamdo, tiêu diệt hơn 5.700 binh sĩ Tây Tạng, bắt giữ Tổng quản Chamdo Ngapoi Ngawang Jigme cùng hơn 2.600 binh sĩ, quân đội Tây Tạng đầu hàng vào ngày 21 tháng 10.
Chính phủ Kashag tìm kiếm viện trợ quốc tế từ tháng 11 năm 1950, song không có trả lời (vì không có nước nào công nhận chính phủ Tây Tạng mà đều coi đó là lãnh thổ của Trung Quốc). Nội bộ Kashag sau khi tranh luận dữ dội, quyết định từ bỏ cầu viện quốc tế để đàm phán với Trung Quốc. Ngày 2 tháng 1 năm 1951, Đạt Lai Lạt Ma đi đến Á Đông lân cận với nước Xích Kim, chuẩn bị đào thoát ra nước ngoài khi cần thiết. Tháng 2 năm 1951, Chính phủ Tây Tạng cử đoàn đại biểu do Ngapoi Ngawang Jigme đứng đầu đi đàm phán, đến tháng 4 thì đoàn tới Bắc Kinh và đàm phán với Chính phủ trung ương Trung Quốc do Lý Duy Hán (tiếng Trung: 李维汉) làm đại diện. Ngày 23 tháng 5 năm 1951, đoàn đại biểu Tây Tạng ký kết hiệp nghị giải phóng hòa bình Tây Tạng tại Bắc Kinh, Trung Quốc tuyên bố với thế giới rằng "giải phóng hòa bình Tây Tạng".

## Tên gọi
Giải phóng Hòa bình Tây Tạng là tên gọi của nước Cộng hòa Nhân dân Trung Hoa, tuy nhiên Chính phủ lưu vong Tây Tạng và Đạt Lai Lạt Ma thứ 14 gọi là Quân Giải phóng Nhân dân xâm nhập Tây Tạng; thế giới phương Tây và từ sau năm 1979 là cả Liên Xô và các quốc gia Đông Âu gọi là Xâm chiếm Tây Tạng、Trung Quốc xâm chiếm Tây Tạng; Chính phủ Trung Hoa Dân Quốc tại Đài Loan gọi là Phong trào phản kháng bạo lực Tây Tạng。
Chính phủ nước Cộng hòa Nhân dân Trung Hoa chủ trương "giải phóng" có ba loại: "thống nhất hòa bình", "giải phóng hòa bình", "giải phóng vũ lực". "Giải phóng hòa bình" không loại trừ việc sử dụng vũ lực trong giai đoạn đầu hoặc quy mô hạn chế. Căn cứ theo chủ trương này, Chính phủ nước Cộng hòa Nhân dân Trung Hoa nhận định Tây Tạng thuộc vào loại "giải phòng hòa bình". Những người phản đối nhận định hễ sử dụng vũ lực, bất kể là sử dụng thời kỳ đầu hoặc mức độ hạn chế, đều là "xâm lược vũ trang" hoặc "giải phóng vũ lực".
Một số học giả bên ngoài như Đài Loan, học giả Chính phủ lưu vong Tây Tạng và phương Tây phản đối Trung Quốc thì gọi đây là "Trung Quốc xâm lược Tây Tạng" hoặc "xâm chiếm Tây Tạng".

## Bối cảnh lịch sử
Từ thập niên 1720, nhà Thanh bắt đầu cho quân đồn trú tại Tây Tạng đồng thời đặt đại thần tại Tây Tạng, để khống chế thực tế khu vực Tây Tạng. Đến cuối thế kỷ 18, quyền uy của nhà Thanh tại Tây Tạng đạt đỉnh, song từ đó dần yếu đi do bản thân nhà Thanh suy lạc. Năm Quang Tự thứ 14 (1888), quân đội Anh chiếm Xích Kim, đồng thời đánh vào các khu vực của Tây Tạng như Á Đông. Sau khi đình chiến, nhà Thanh phái trú tráp đại thần đến Ấn Độ cùng Anh Quốc ký kết "Điều ước Tạng-Ấn Trung Anh" và "Tục ước Tạng-Ấn Trung Anh", theo đó nhà Thanh cắt nhượng phần đất nhỏ tại miền nam Tây Tạng, đồng thời thừa nhận Xích Kim là quốc gia do Anh bảo hộ. Năm Quang Tự thứ 29 (1903), quân đội Anh từ Xích Kim xâm nhập Tây Tạng, năm sau chiếm được Lhasa, uy hiếp kalön (người đứng đầu Chính phủ Tây Tạng) và các quan viên khác ký kết "Điều ước Lhasa", đại thần của nhà Thanh trú tại Tây Tạng cự tuyệt ký kết. Sau khi quân Anh rút đi, nhà Thanh phái đại biểu đàm phàn, cùng Anh Quốc kỳ kết "Điều ước Tạng-Ấn bổ sung Trung Anh", theo đó Anh Quốc cam kết không xâm chiếm Tây Tạng, Trung Quốc đảm bảo không cho quốc gia khác xâm chiếm Tây Tạng, Tây Tạng nằm trong phạm vi thế lực của Anh Quốc

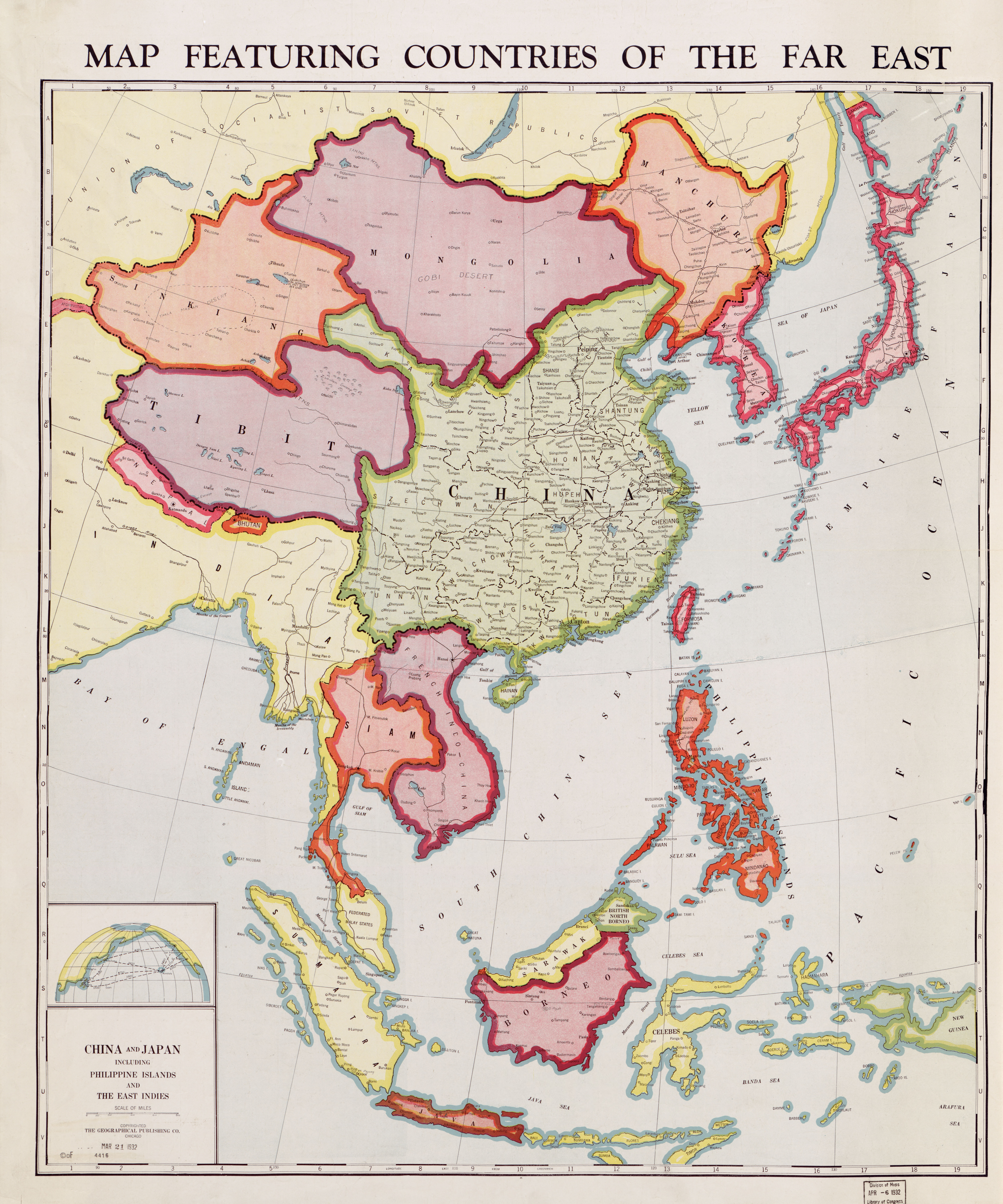
Bản đồ Viễn Đông năm 1932.

Sau khi tin tức về sự kiện Cách mạng Tân Hợi 1911 bùng phát truyền đến Tây Tạng, tại Tây Tạng phát sinh náo loạn tại Lhasa, quan viên và quân đồn trú của nhà thanh bị Chính phủ Kashag đuổi khỏi Tây Tạng. Khu vực Ü-Tsang do Kashag Tây Tạng thống trị, song Amdo và Kham vẫn chủ yếu do thổ ti hoặc Chính phủ Trung Hoa Dân Quốc thống trị. Ngày 11 tháng 1 năm 1913, Đạt Lai Lạt Ma thứ 13 phái người ký kết "Điều ước Mông-Tạng" tại Khố Luân, Mông Cổ, thừa nhận độc lập lẫn nhau. Tháng 10 năm 1913, đại biểu của Tây Tạng, Anh Quốc và Chính phủ Bắc Dương tại Shimla, Ấn Độ tiến hành hội đàm ba bên, tháng 3 năm 1914, đại biểu của Anh là Henry McMahon lấy ủng hộ Tây Tạng độc lập làm điều kiện để đổi lấy việc phía Tây Tạng chấp thuận đường McMahon là biên giới. Ngày 3 tháng 7 cùng năm, Chính phủ Bắc Dương nhận thấy âm mưu này nên rút khỏi đàm phán, cùng ngày Anh Quốc và Chính phủ Kashag ký kết "Hiệp ước Simla", song Tây Tạng về sau lại từ chối thừa nhận hiệp ước này.
Năm 1914, Chính phủ Trung Hoa Dân Quốc hoạch định từ Khang Định về phía tây (bao gồm khu vực Chamdo ngày nay về phía tây sông Kim Sa) là Khu đặc biệt Xuyên Biên, chịu sự quản lý của tỉnh Tứ Xuyên. Trong các năm 1917, 1920 và 1922, quân đội Tây Tạng nhiều lần phát động tiến công quy mô lớn nhằm vào quân đội Tứ Xuyên đồn trú tại Kham, kết quả là chiếm được đại bộ phận Kham từ tay quân đội Tứ Xuyên, thậm chí còn khống chế được các địa phương ở phía đông sông Kim Sa như Đức Cách, Cam Tư. Năm 1922, Đảng Cộng sản Trung Quốc ra tuyên bố trong đó thể hiện không chỉ cần phải "giải phóng" khu vực do Trung Hoa Dân Quốc khống chế, mà còn cần phải giải phóng Mông Cổ, Tây Tạng, Tân Cương, nhấn mạnh tự trị dân tộc và liên bang tự do, lập nên nước cộng hòa chân chính. Sau đó, Đảng Cộng sản Trung Quốc nhiều lần biểu đạt ý nguyện hiệp trợ Tây Tạng thoát ly khỏi quyền thống trị của Trung Hoa Dân Quốc, đồng thời hy vọng hai bên hợp tác mật thiết, song bị người Tây Tạng từ chối. Ban thiền Thubten Choekyi Nyima liên tục là người thống trị thực tế khu vực Hậu Tạng (miền tây Ü-Tsang). Năm 1923, phía chùa Tashi Lhunpo tại Shigatse và Kashag phát sinh xung đột, Ban Thiền Lạt Ma đời thứ 9 là Thubten Choekyi Nyima buộc phải đào thoát khỏi Tây Tạng, qua Thanh Hải và Cam Túc đến Bắc Kinh. Khu vực Hậu Tạng bị Kashag tiếp quản.
Năm 1931, quân đội Tây Tạng lại tấn công khu vực Ngọc Thụ của Thanh Hải, bị quân đội Thanh Hải của Chính phủ Trung Hoa Dân Quốc đánh bại, quân đội Tứ Xuyên của Trung Hoa Dân Quốc thừa cơ phát động phản kích tại khu vực Kham, quân đội Tây Tạng bất đắc dĩ thoái đến phía tây sông Kim Sa. Năm 1932, hai bên ký kết hiệp nghị đình chiến, đồng ý lấy sông Kim Sa làm ranh giới đình chiến, đợi Chính phủ Trung Hoa Dân Quốc và nhà đương cục Tây Tạng đàm phán giải quyết. Sau đó, sông Kim Sa trở thành giới tuyến giữa khu vực do Kashag Tây Tạng khống chế với khu vực Chính phủ Trung Hoa Dân Quốc khống chế thực tế, Kashag Tây Tạng muốn nắm quyền thống trị Kham, song Chính phủ Trung Hoa Dân Quốc phản đối chủ trương này. Từ năm 1913 đến năm 1933, Đạt Lai Lạt Ma thứ 13 từng tiến hành mở rộng quân đội và cải cách hiện đại hóa, song do quý tộc và tăng lữ Tây Tạng phản đối nên cuối cùng thất bại. Kashag Tây Tạng còn rất ít tham gia công việc ngoại giao, ngoại trừ liên hệ với Ấn Độ, Anh Quốc và Hoa Kỳ. và Tây Tạng cũng trao cho Anh Quốc quyền khống chế thu thuế, ngoại giao của mình.
Ngày 22 tháng 7 năm 1935, Ủy ban Lập tỉnh Tây Khang Chính phủ Quốc dân Nam Kinh được thành lập tại Nhã An, đến năm sau ủy ban này dời đến Khang Định. Đương thời, ủy ban này trên danh nghĩa quản lý khu vực Khang Định với 20 huyện, cùng với 13 huyện đã bị Kashag Tây Tạng chiếm lĩnh. Ngày 14 tháng 3 năm 1938, Chính phủ Quốc dân Nam Kinh cải tổ Ủy ban lập tỉnh Tây Khang, đồng thời vào ngày 1 tháng 9 chuyển 14 huyện và hai cục thiết trị nguyên thuộc tỉnh Tứ Xuyên sang cho ủy ban lập tỉnh Tây Khang quản lý. Đồng thời, thành lập tỉnh Tây Khang, thực thi phân biệt cai trị Tứ Xuyên, Tây Khang. Ngày 1 tháng 1 năm 1939, Chính phủ tỉnh Tây Khang chính thức thành lập, tỉnh lỵ đặt tại Khang Định, Lưu Văn Huy nhậm chức chủ tịch tỉnh. Chính phủ tỉnh Tây Khang thực tế chỉ quản lý khu vực Kham nằm phía đông sông Kim Sa. Kashag Tây Tạng cũng phái các quan viên quản lý khu vực Kham phía đông sông Kim Sa.
Năm 1941, cơ cấu do Ban Thiền Lạt Ma thứ 9 thành lập sau khi lưu vong tại Trung Nguyên nhận định ông đã chuyển thế linh đồng, song do bị Kashag phản đối, đến ngày 3 tháng 6 năm 1949 Chính phủ Trung Hoa Dân Quốc mới phê chuẩn người kế nhiệm Ban Thiền Lạt Ma, ngày 10 tháng 8 cử hành lễ tọa sàng. Tuy nhiên, Kashag kiên trì không thừa nhận địa vị của người này, nói rõ cậu "là một linh đồng hậu bổ" (tức dự bị). Phía Kashag tự nhận định một người là Ban Thiền Lạt Ma đời thứ 10, lệnh cho cậu ở tại Lhasa, đồng thời tuyên bố cậu đã được "Quốc gia độc lập Tây Tạng" phê chuẩn, là Ban Thiền Lạt Ma hợp pháp.

## Chuẩn bị

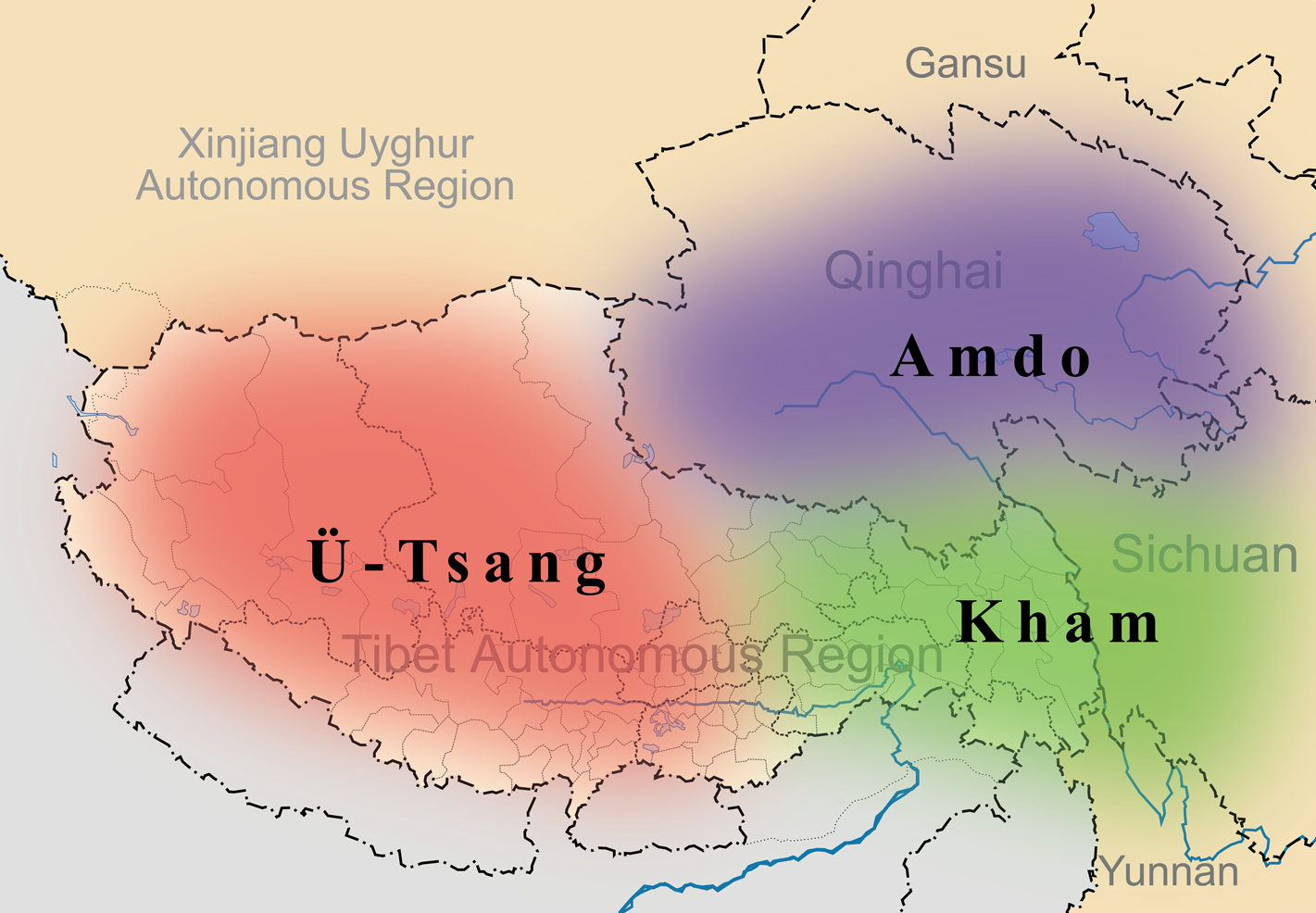
Phân chia ba khu vực truyền thống của Tây Tạng, Kashag Tây Tạng khống chế U-Tsang.

Tháng 7 năm 1949, Lực lượng cộng sản Trung Quốc giành thắng lợi trong chiến dịch Phù Mi, bắt đầu chuẩn bị tiến công khu vực Cam Túc và Thanh Hải. Nhằm ngăn ngừa lực lượng cộng sản có cớ chiếm đóng Tây Tạng, Kashag trục xuất văn phòng đại diện của Chính phủ Trung Hoa Dân Quốc tại Lhasa, đoạn tuyệt quan hệ với Trung Hoa Dân Quốc. Nhằm dự phòng Quân Giải phóng Nhân dân Trung Quốc xâm nhập, Tây Tạng tái triển khai kế hoạch hiện đại hóa quân sự, song lúc này đã muộn, Tây Tạng không có khả năng chỉ vài năm mà có thể gây dựng một quân đội hiện đại hóa quân đội. Mặc dù Ấn Độ cung cấp quân bị số lượng nhỏ và huấn luyện quân sự, song hiệu quả đạt được không lớn. So với quân đội Tây Tạng, Quân Giải phóng Nhân dân Trung Quốc có binh lực chiếm ưu thế tuyệt đối, tố chất huấn luyện, tài năng lãnh đạo, trang bị hay kinh nghiệm của họ đều cao hơn so với quân đội Tây Tạng.
Tháng 8 năm 1949, Chiến dịch Lan Châu bùng phát, Ban Thiền Lạt Ma đang ở tại huyện Đô Lan, tỉnh Thanh Hải vào ngày 26 tháng 8 phái người đến Tây Ninh thám thính tin tức. Ngày 10 tháng 9, hai lạt ma được phái đi Tây Ninh trở về, báo cáo rằng Đảng Cộng sản Trung Quốc có chính sách tự do tín ngưỡng tôn giáo, tôn trọng phong tục tập quán dân tộc thiểu số, bảo hộ thánh đường Hồi giáo và chùa miếu, đồng thời mang về "Bố cáo Quân Giải phóng Nhân dân Trung Quốc" cùng một số văn kiện. Ngày 11 tháng 9, Ban Thiền Lạt Ma thứ 10 tuyên bố "hiện tại đại diện cho tổ quốc chính là Đảng Cộng sản, chúng ta cần phải dựa vào Đảng Cộng sản". Ngày 12 tháng 9, Ban Thiền Lạt Ma thứ 10 phái người đến Tây Ninh biểu thị hoan nghênh Quân Giải phóng Nhân dân Trung Quốc tiến quân đến Tây Tạng, đồng thời biểu đạt nguyện vọng trở về Tây Tạng. Sau đó, Ban Thiền Lạt Ma thứ 10 đem thuộc hạ về Tây Ninh, được phó chủ tịch tỉnh Thanh Hải Liệu Hán Sinh của chế độ mới hoan nghênh. Đây cũng là lần đầu tiên Ban Thiền Lạt Ma thứ 10 gặp mặt quan viên cao cấp của Đảng Cộng sản Trung Quốc. Tháng 9 năm 1949, Đảng Cộng sản Trung Quốc cử hành hội nghị lần thứ nhất về thống nhất hòa bình Tây Tạng, Đài Loan, đảo Hải Nam và Bành Hồ.
Ngày 1 tháng 10 năm 1949, nước Cộng hòa Nhân dân Trung Hoa thành lập. Đến tháng 11 năm 1949, Kashag Tây Tạng gửi thư cho Hoa Kỳ, Anh Quốc và nước Cộng hòa Nhân dân Trung Hoa, biểu thị họ nhất quyết bảo vệ tình trạng độc lập, sẽ không bảo lưu kháng cự nếu như nước Cộng hòa Nhân dân Trung Hoa có bất kỳ hành động xâm phạm nào. Đài phát thanh của Bắc Kinh liền tuyên bố Quân Giải phóng Nhân dân Trung Quốc nhất định phải giải phóng lãnh thổ Trung Quốc bao gồm Tây Tạng, Nội Mông, Hải Nam, Đài Loan. Tháng 12 năm 1949, Mao Trạch Động ra mệnh lệnh cho Quân Giải phóng Nhân dân Trung Quốc tại bờ đông sông Kim Sa tiến hành chuẩn bị, tiến công miền tây Kham do Kashag Tây Tạng khống chế thực tế vào bất kỳ lúc nào.
Tháng 1 năm 1950, Chính phủ Kashag Tây Tạng chuẩn bị phái đoàn sang Anh Quốc, Hoa Kỳ, Ấn Độ, Nepal tìm kiếm ủng hộ của các nước về "Tây Tạng độc lập", Ban Thiền Lạt Ma thứ 10 vào ngày 31 cùng tháng gọi cho Mao Trạch Đông, Chu Đức, khiển trách hành vi của Kashag "thực là phá hoại toàn vẹn chủ quyền lãnh thổ quốc gia, trái với ý chí của nhân dân Tây Tạng", đồng thời yêu cầu lập tức giải phóng Tây Tạng.

## Chiến dịch Chamdo
Ngày 7 tháng 3 năm 1950, đoàn đại biểu của Kashag Tây Tạng đến Kalimpong, Ấn Độ, triển khai đối thoại với Chính phủ Trung Quốc, đồng thời yêu cầu Chính phủ Trung Quốc cam kết tôn trọng toàn vẹn lãnh thổ của Kashag Tây Tạng. Đoàn đại biểu Tây Tạng vào ngày 16 tháng 9 năm 1950 hội kiến Đại sứ Trung Quốc tại Ấn Độ Viên Trọng Hiền. Viên Trọng Hiền yêu cầu Tây Tạng thừa nhận quyền thống trị của Chính phủ nhân dân trung ương, Chính phủ nhân dân trung ương cần phải phụ trách các vấn đề quốc phòng, mậu dịch và ngoại giao. Nếu như Tây Tạng tiếp nhận các yêu cầu này, Chính phủ nhân dân trung ương sẽ "giải phóng hòa bình" Tây Tạng, nếu không sẽ khai chiến với Tây Tạng. Sau khi đàm phán đổ vỡ, Quân Giải phóng vào ngày 7 tháng 10 năm 1950 bắt đầu tấn công trấn Thành Quan của Chamdo (Trung Quốc quy thuộc tỉnh Tây Khang, song thực tế do Kashag Tây Tạng thống trị) thuộc miền tây Kham, Chiến dịch Chamdo bùng phát. Ngày 11 tháng 10, người lãnh đạo "dapön" (trung đoàn) số 9 của quân đội Tây Tạng là Derge Sé Kalsang Wangdu dẫn quân đầu hàng Quân Giải phóng. Từ ngày 6 đến ngày 24 tháng 10, Chiến dịch Chamdo diễn ra trong 19 ngày, hơn 20 trận chiến đấu, Quân Giải phóng Nhân dân Trung Quốc tổng cộng tiêu diệt bộ đội chủ lực gồm hơn 5700 người của quân đội Tây Tạng。Sau khi chiếm được trấn Thành Quan, Quân Giải phóng nhận định đạt được mục đích, bèn hạ lệnh đình chỉ tiến công, phóng thích tổng quản Chamdo đầu hàng Ngapoi Ngawang Jigme, lệnh cho ông đến Lhasa trình bày lại yêu cầu của phía Chính phủ nhân dân trung ương, hy vọng Kashag Tây Tạng và Chính phủ nhân dân trung ương Trung Quốc hợp tác.

## Cầu viện quốc tế
Ngày 7 tháng 11 năm 1950, Chính phủ Kashag quyết định thỉnh cầu Liên Hợp Quốc giúp đỡ ngăn chặn Trung Quốc xâm lược, do Ấn Độ đại diện chuyển yêu cầu đến trụ sở Liên Hợp Quốc tại New York vào ngày 13. Do Tây Tạng không phải là thành viên của Liên Hợp Quốc, Ban Thư ký không lập tức xử lý. Lúc này Anh Quốc và Hoa Kỳ tập trung sức chú ý vào Chiến tranh Triều Tiên, không muốn vì vấn đề Tây Tạng phát sinh đầy phức tạp, còn Ấn Độ do nguồn gốc địa lý và lịch sử có quyền phát ngôn nhất, hai nước Anh Quốc và Hoa Kỳ quyết định đề xuất này sẽ do Ấn Độ đứng đầu. Tuy nhiên, do Ấn Độ muốn đóng vai trò điều giải trong Chiến tranh Triều Tiên, không muốn đắc tội với Trung Quốc, do đó không ủng hộ đưa vào nghị trình Liên Hợp Quốc. Ngày 14 tháng 11, trưởng đại diện của El Salvador là Hector Castro yêu cầu Ban Bí thư Liên Hợp Quốc trực tiếp đưa nghị án Tây Tạng bị xâm lược ra Đại hội đồng Liên Hợp Quốc, song bị từ chối, đến ngày 24 tháng 11 đề án của Hector Castro lại bị Ấn Độ và Liên Xô đề nghị nên bị gác lại vô thời hạn:52–57:61–63.
Đầu tháng 12, Chính phủ Kashag lại cầu viện Liên Hợp Quốc, biểu thị rõ thỉnh cầu đến từ người thống trị Tây Tạng là Đạt Lai Lạt Ma, Tây Tạng sẵn sàng cử đoàn đại biểu đến Liên hiệp Quốc, hiệp trợ đại hội thảo luận, đồng thời hoan nghênh Liên Hợp Quốc cử đoàn điều tra chân tướng đến Tây Tạng. Tây Tạng đồng thời mời Anh Quốc, Hoa Kỳ hiệp trợ thỉnh cầu của họ tại Liên Hợp Quốc. Anh Quốc và Ấn Độ đối với thỉnh cầu của Tây Tạng vẫn giữ thái độ không tán thành, Bộ trưởng Ngoại giao Hoa Kỳ Dean Acheson vào ngày 14 tháng 12 lệnh cho Đại sứ tại Ấn Độ Loy W. Henderson tìm kiếm liên hiệp Mỹ-Anh-Ấn nhằm ngăn chặn khả năng lực lượng cộng sản Trung Quốc tấn công Tây Tạng. Đến ngày 18 cùng tháng, Loy W. Henderson và Bộ trưởng Ngoại giao Ấn Độ Girija Shankar Bajpai gặp mặt, Girija Shankar Bajpai biểu thị Ấn Độ hy vọng hoãn lại việc này, xúc tiến đình chiến tại Triều Tiên. Loy W. Henderson kết luận: Ấn Độ sẽ không hợp tác với Mỹ-Anh ngăn chặn lực lượng cộng sản Trung Quốc xâm lược, đến ngày 30 tháng 12 ông báo cáo cho Dean Acheson, chỉ ra rằng hiện tại Ấn Độ sẽ không vì Tây Tạng mà đi đầu tại Liên Hợp Quốc, nhằm tránh làm mất lòng Trung Quốc cộng sản, lựa chọn của Hoa Kỳ là ủng hộ quốc gia ngoài Ấn Độ đi đầu tại Liên Hợp Quốc, hoặc là tiếp tục gác lại đến khi chính quyền Tây Tạng biến mất. Bộ Ngoại giao Hoa Kỳ vào ngày 30 tháng 12 trao bị vong lục cho Đại sứ quán Anh Quốc, đồng thời yêu cầu Đại sứ quán Hoa Kỳ tại Luân Đôn biểu thị với Bộ Ngoại giao Anh Quốc rằng Hoa Kỳ có quan tâm đến sử dụng hành động, song Anh Quốc duy trì thái độ không tán thành. Ngày 6 tháng 1 năm 1951, Dean Acheson yêu cầu Đại sứ quán Hoa Kỳ tại Ấn Độ thông báo cho Tây Tạng rằng Hoa Kỳ đồng tình Tây Tạng thỉnh cầu đề xuất tại Liên Hợp Quốc, ông tin rằng cần phải thực hiện tất cả thủ đoạn để ngăn chặn Trung Quốc cộng sản chiếm đóng, đồng thời yêu cầu Loy W. Henderson báo cáo ảnh hưởng của việc Đạt Lai Lạt Ma lưu vong tại Ấn Độ đối với phong trào phản kháng Tây Tạng. Một tuần sau, Loy W. Henderson báo cáo rằng nếu như Đạt Lai Lạt Ma rời khỏi Tây Tạng thì phong trào phản kháng Tây Tạng có lẽ sẽ tan vỡ.:61-63
Chuẩn bị cho lúc cần thiết sẽ lưu vong ra nước ngoài, Đạt Lai Lạt Ma vào ngày 18 tháng 12 rời khỏi Lhasa, ngày 2 tháng 1 năm sau đến Á Đông lân cận với nước Xích Kim, Chính phủ Kashag cũng cho vài trăm con la vận chuyển vàng, ký gửi tại thủ đô Gangtok của Xích Kim.:82-83 Chính phủ Kashag trải qua tranh luận kịch liệt trong nội bộ, cuối cùng quyết định từ bỏ cầu viện quốc tế, tiến hành đàm phán với Chính phủ Trung Quốc.:63

## Đàm phán sau chiến tranh
Năm 1950, trước khi Chiến dịch Chamdo kết thúc, Đạt Lai Lạt Ma thứ 14 khi đó 15 tuổi còn chưa thân chính, thực quyền thuộc về Nhiếp chính Taktra Rinpoche thứ 3. Ngày 8 tháng 11 năm 1950, Chiến dịch Chamdo kết thúc, quân đội Tây Tạng thảm bại. Lực lượng phái cải cách trong Kashag Tây Tạng ủng hộ Đạt Lai Lạt Ma thứ 14 thân chính. Nhiếp chính Taktra Rinpoche thứ 3 bị buộc từ chức. Quân Giải phóng cho phóng thích Tổng quản Chamdo Ngapoi Ngawang Jigme (do Kashag phái đến) trở về Lhasa, yêu cầu Kashag Tây Tạng thừa nhận chủ quyền của nước Cộng hòa Nhân dân Trung Hoa đối với Tây Tạng. Chính phủ trung ương cũng đáp ứng sẽ duy trì hiện trạng Tây Tạng. Tháng 1 năm 1951, Đạt Lai Lạt Ma gửi thư cho Chính phủ Bắc Kinh, trong thư nói "Tôi lần này tiếp nhận yêu cầu chấp chính nhiệt liệt và thành khẩn của toàn thể nhân dân Tây Tạng", "quyết định đạt được hòa bình như nguyện vọng của nhân dân", phái đại biểu "đến Chính phủ nhân dân trung ương mưu cầu giải quyết vấn đề Tây Tạng". Tháng 2 năm 1951, Đạt Lai Lạt Ma lệnh cho Ngapoi Ngawang Jigme đứng đầu làm đại biểu toàn quyền, cùng với bốn đại biểu Khemey Sonam Wangdi, Thuptan Tenthar, Thuptan Lekmuun và Samposey Tenzin Thondup đến Bắc Kinh toàn quyền xử lý vấn đề đàm phán với Chính phủ nhân dân trung ương.
Cuối cùng, đoàn đại biểu Kashag Tây Tạng vào ngày 23 tháng 5 năm 1951 cùng đại biểu của Chính phủ nhân dân trung ương ký kết "Hiệp nghị giữa Chính phủ Nhân dân Trung ương và Chính phủ Địa phương Tây Tạng về biện pháp Giải phóng hòa bình Tây Tạng" tại Bắc Kinh, hai bên xác nhận Tây Tạng là một bộ phận lãnh thổ của Trung Quốc, đồng ý "giải phóng hòa bình Tây Tạng", Quân Giải phóng Nhân dân Trung Quốc tiến đến đồn trú tại Tây Tạng, Quân đội Tây Tạng cải biên thành Quân Giải phóng Nhân dân Trung Quốc, Chính phủ Nhân dân Trung ương phụ trách vấn đề ngoại vụ của Tây Tạng, đồng thời khôi phục địa vị cố hữu của Ban Thiền Lạt Ma tại Tây Tạng, hiệp nghị còn đồng ý trung ương không có biến động đối với chế độ chính trị cùng với địa vị cố hữu và chức quyền của Đạt Lai Lạt Ma tại Tây Tạng, tôn trọng tự do tín ngưỡng tôn giáo, và Chính phủ Địa phương Tây Tạng cần phải tự động thi hành cải cách, song trung ương không thêm cưỡng bách. Sau đó, Đạt Lai Lạt Ma quyết định không rời Tây Tạng, đồng thời vào tháng 10 năm 1951 chính thức đồng ý hiệp nghị.

## Phát triển tiếp theo

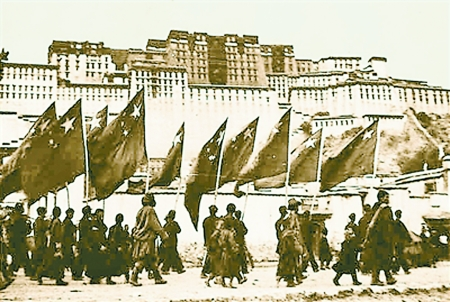
Ngày 26 tháng 10 năm 1951, bộ đội tiên phong của Quân Giải phóng tiến vào Lhasa

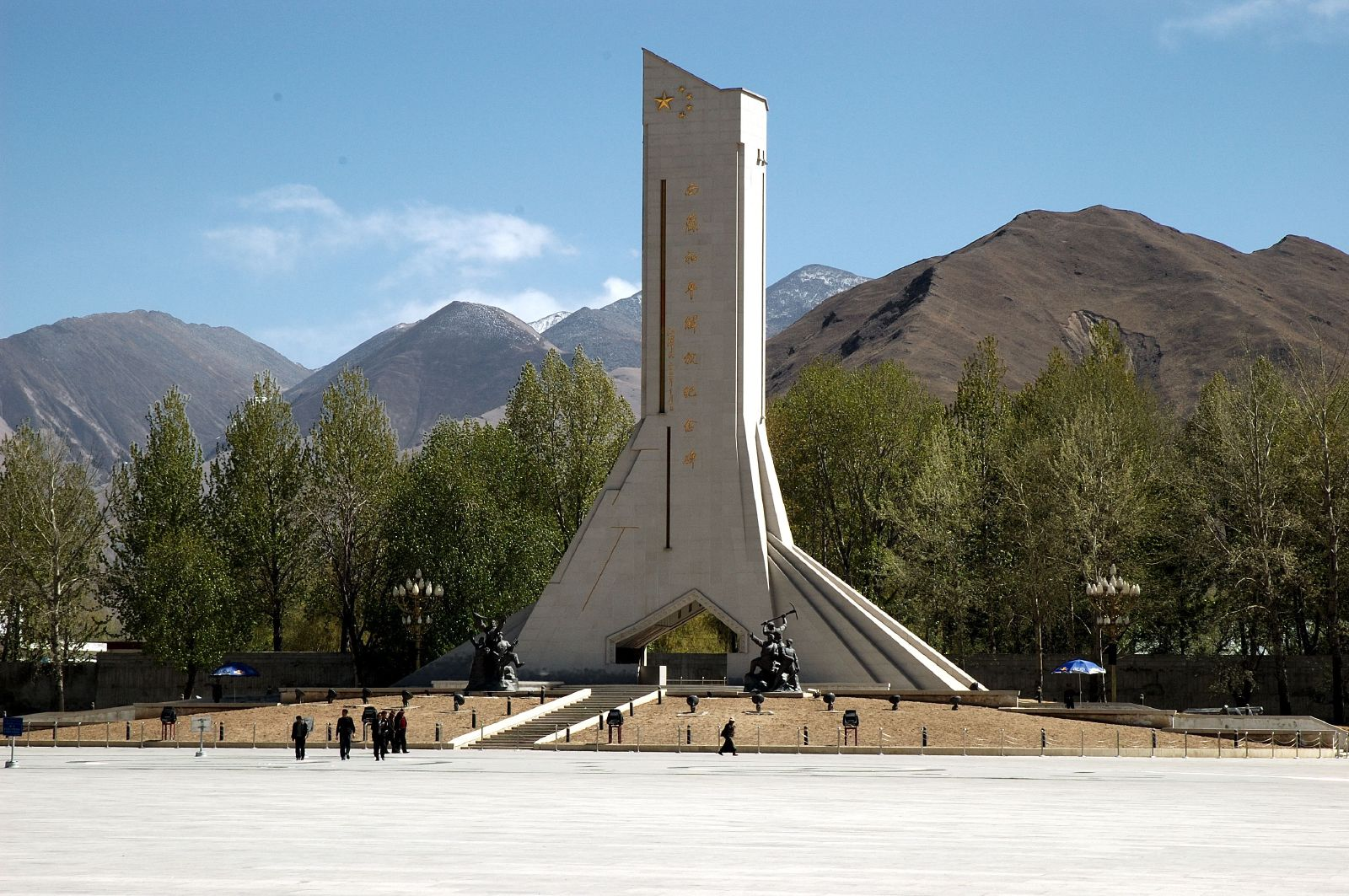
Bia kỉ niệm Giải phóng Hòa Bình Tây Tạng được đặt nền móng vào ngày 18 tháng 7 năm 2001, là công trình kỷ niệm 50 năm "Giải phóng Hòa bình Tây Tạng".

Sau khi Đảng Cộng sản Trung Quốc thống trị Tây Tạng, Kashag Tây Tạng trong mấy năm đầu cùng tồn tại hòa bình với Đảng Cộng sản Trung Quốc, và ngoại trừ khu vực trấn Thành Quan của Chamdo bị Quân Giải phóng khống chế ra, vùng đất còn lại vẫn nằm dưới quyền quản lý của Kashag Tây Tạng. Sau Chiến dịch Chamdo 1950, vùng đất phía tây sông Kim Sa của khu vực Kham (nguyên do Kashag Tây Tạng thống trị thực tế) trở thành địa khu Chamdo, lập ủy ban giải phóng Nhân dân địa khu Chamdo, trực thuộc Chính phủ Nhân dân Trung ương. Địa khu Chamdo từ đó nằm ngoài tỉnh Tây Khang về pháp lý. Ngoài ra, ngày 28 tháng 4 năm 1952, Ban Thiền Lạt Ma thứ 10 đến Lhasa, sau đó trải qua đàm phán giữa Kashag và cơ cấu của Ban Thiền, hai bên đạt được hiệp nghị về khôi phục địa vị và chức quyền cố hữu của Ban Thiền Lạt Ma. Sau đó, Ban Thiền Lạt Ma vào ngày 9 tháng 6 rời Lhasa, ngày 23 tháng 6 đến nơi cư trú truyền thống của các đời Ban Thiền Lạt Ma là chùa Tashi Lhunpo tại Shigatse. Trong thời kỳ này, Đảng Cộng sản Trung Quốc trao cho Kashag Tây Tạng quyền tự trị cao độ, và có thể duy trì thể chế xã hội nguyên bản, chỉ cần không được kháng lại mệnh lệnh của họ. Năm 1955, tỉnh Tây Tang bị triệt tiêu, vùng đất phía đông sông Kim Sa quy thuộc tỉnh Tứ Xuyên. Năm 1956, Ủy ban Trù bị Khu Tự trị Tây Tạng thành lập, từ đó Kashag Tây Tạng, Ủy ban Giải phóng Nhân dân Địa khu Chamdo, và cơ cấu của Ban Thiền Lạt Ma đều chuyển sang nằm dưới quyền lãnh đạo của cơ cấu này.
Sau năm 1955, Chính phủ nước Cộng hòa Nhân dân Trung Hoa thi hành chế độ công xã nhân dân tại các khu vực người Tạng tại Tứ Xuyên, Thanh Hải, Cam Túc và Vân Nam. Do Amdo, Kham không thuộc phạm vi thống trị truyền thống của Kashag, đồng thời không được bao gồm trong Hiệp nghị giải phóng hòa bình Tây Tạng, nên không chịu hạn chế "cải cách Tây Tạng cần do Kashag tự động tiến hành". Tuy nhiên, do Đảng Cộng sản Trung Quốc thi hành quá cấp tiến, khiến cho dân chúng người Tạng tại các khu vực này đối lập nghiêm trọng với nhà đương cục cộng sản, các khu vực người Tạng này phát sinh nhiều náo loạn, đồng thời hình thành xung đột vũ trang quy mô lớn. Tháng 12 năm 1955, tại địa khu Lương Sơn thuộc tỉnh Tứ Xuyên khi Đảng Cộng sản đến làng triển khai, tại địa phương bùng phát sự kiện náo loạn vũ trang quy mô lớn do một bộ phận người Di và người Tạng kháng cự, đại bộ phận châu tự trị dân tộc Tạng Cam Tư của tỉnh Tứ Xuyên lâm vào cảnh náo loạn, triển khai chiến đấu với Quân Giải phóng Nhân dân Trung Quốc. Sau đó, khu vực người Tạng tại bốn tỉnh kể trên nối tiếp phát sinh náo loạn. Cùng với dòng dân tị nạn từ Tây Khang tràn vào Lhasa, cục thế căng thẳng tại Lhasa ngày càng xấu đi. Ngày 10 tháng 3 năm 1959, xảy ra một cuộc biểu tình lớn nhất trong lịch sử của Tây Tạng tại thủ đô Lhasa nhằm kêu gọi binh lính Trung Quốc phải rút khỏi Tây Tạng, tái xác định rằng Tây Tạng là một quốc gia độc lập. Cuộc biểu tình ôn hòa này đã bị quân đội Trung Quốc trấn áp quyết liệt. Ngày 17 tháng 3 năm 1959, Đạt Lai Lạt Ma thứ 14 quyết định đưa thân nhân, quan chức và quân đội, tổng cộng 600 người lên ngựa đào thoát khỏi Lhasa.
Ngày 28 tháng 3 năm 1959, Thủ tướng Quốc vụ viện Trung Quốc Chu Ân Lai tuyên bố giải tán Chính phủ Tây Tạng, Ủy ban Trù bị Khu Tự trị Tây Tạng thi hành quyền lực thay thế, đồng thời thi hành "Cải cách Dân chủ Tây Tạng" gồm phong trào cải cách ruộng đất, loại bỏ chế độ nông nô phong kiến chính giáo hợp nhất (dùng "chế độ nông nô" để mô tả chế độ Tây Tạng còn có tranh luận). Sau đó, Ủy ban Trù bị Khu Tự trị Tây Tạng tiếp quản chính vụ của Kashag trước đây. Ngày 31 tháng 3 năm 1959, Đạt Lai Lạt Ma đi đến khu vực Tawang do Ấn Độ khống chế thực tế, bắt đầu cùng tám vạn người Tây Tạng sống lưu vong. Ngày 20 tháng 6 năm 1959, Đạt Lai Lạt Ma tuyên bố không thừa nhận "Hiệp nghị Mười bảy điều", đồng thời nói rõ "Hiệp định Mười ba điều" là do Chính phủ và nhân dân Tây Tạng ký kết dưới áp bức vũ lực. Chính phủ lưu vong Tây Tạng cho rằng năm đó đoàn đại biểu năm người năm đó do bức bách của Bắc Kinh nên mới ký Hiệp nghị hòa bình Mười bảy điều. Đương thời, họ không thể thông báo tình hình cho Chính phủ Tây Tạng, đã dùng danh nghĩa cá nhân ký kết hiệp nghị, trong văn kiện không có quan hàm chính thức của họ. Đại bộ phận quan viên Kashag lưu vong tại Ấn Độ, đồng thời tại Ấn Độ lập ra Chính phủ lưu vong Tây Tạng. Trung ương Hành chính Tây Tạng cũng bắt đầu thi hành cải cách dân chủ. Chính phủ nước Cộng hòa Nhân dân Trung Hoa nhận định xung đột vũ trang lần đó là do Đạt Lai Lạt Ma gây ra: Do Chính phủ nước Cộng hòa Nhân dân Trung Hoa muốn loại bỏ chế độ nông nô phong kiến thực thi tại Tây Tạng, nên tổn hại đến lợi ích cá nhân của Đạt Lai Lạt Ma.

## Liên hệ với Đài Loan
Năm 2008, khi các khu vực người Tạng tại Trung Quốc phát sinh xung đột, Tổng thống Trung Hoa Dân Quốc Trần Thủy Biển phát biểu rằng "Tây Tạng và Trung Quốc mặc dù ký kết hiệp nghị hòa bình, song hiệp nghị bất kỳ lúc nào cũng có khả năng biến thành giấy lộn", "không thể tránh được trấn áp đẫm máu năm 1959, năm 1989 lại bùng phát trấn áp đẫm máu, người đương thời hạ lệnh trấn áp chính là Bí thư Đảng ủy Tây Tạng Hồ Cẩm Đào, 19 năm sau, Hồ Cẩm Đào trở thành chủ tịch nước, song lại phát sinh sự kiện đáng tiếc này."
Cựu Phó trưởng Quỹ giao lưu hai bờ Eo biển Trần Vinh Kiệt (tiếng Trung: 陳榮傑) nói rằng "năm 1951, Tây Tạng nằm dưới pháo lửa, ký kết "Hiệp nghị Giải phóng Hòa bình Tây Tạng", sau đó Trung Quốc cộng sản thường xuyên trấn áp, cái gọi là hiệp nghị hòa bình không bằng một tờ giấy lộn. Quốc-Cộng luân phiên đánh rồi đàm, hòa đàm chỉ là bắt đầu một cuộc chiến tranh khác"
Đảng Đân chủ Tiến bộ khi chất vấn Tổng thống Mã Anh Cửu về đề xuất với điều kiện tiền đề "Quốc gia cần thiết, dân ý ủng hộ, quốc hội giám sát" cùng nước Cộng hòa Nhân dân Trung Hoa ký kết hiệp nghị hòa bình có biểu thị, kinh nghiệm Tây Tạng và Trung Quốc hòa đàm thất bại là một án lệ quan trọng trong đàm phán ngoại giao Trung Quốc tại quốc tế, Trung Quốc không phải là đối tượng đàm phán có thể tin tưởng, hiệp nghị hòa bình nếu thiếu giám sát và cam kết của bên thứ ba thì về căn bản không thể đảm bảo cho Đài Loan. Chủ tịch Liên minh Đoàn kết Đài Loan Hoàng Công Huy cảnh báo rằng: Trung Quốc sau hiệp nghị này lại tiến quân quy mô lớn đến Tây Tạng, gương lớn đâu xa.